# جنگل ویلد

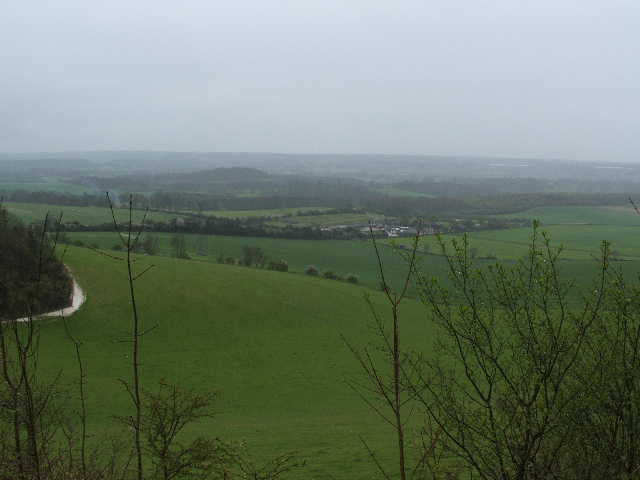
نمایی از قسمت جنوبی جنگل ویلد در بخش کنت

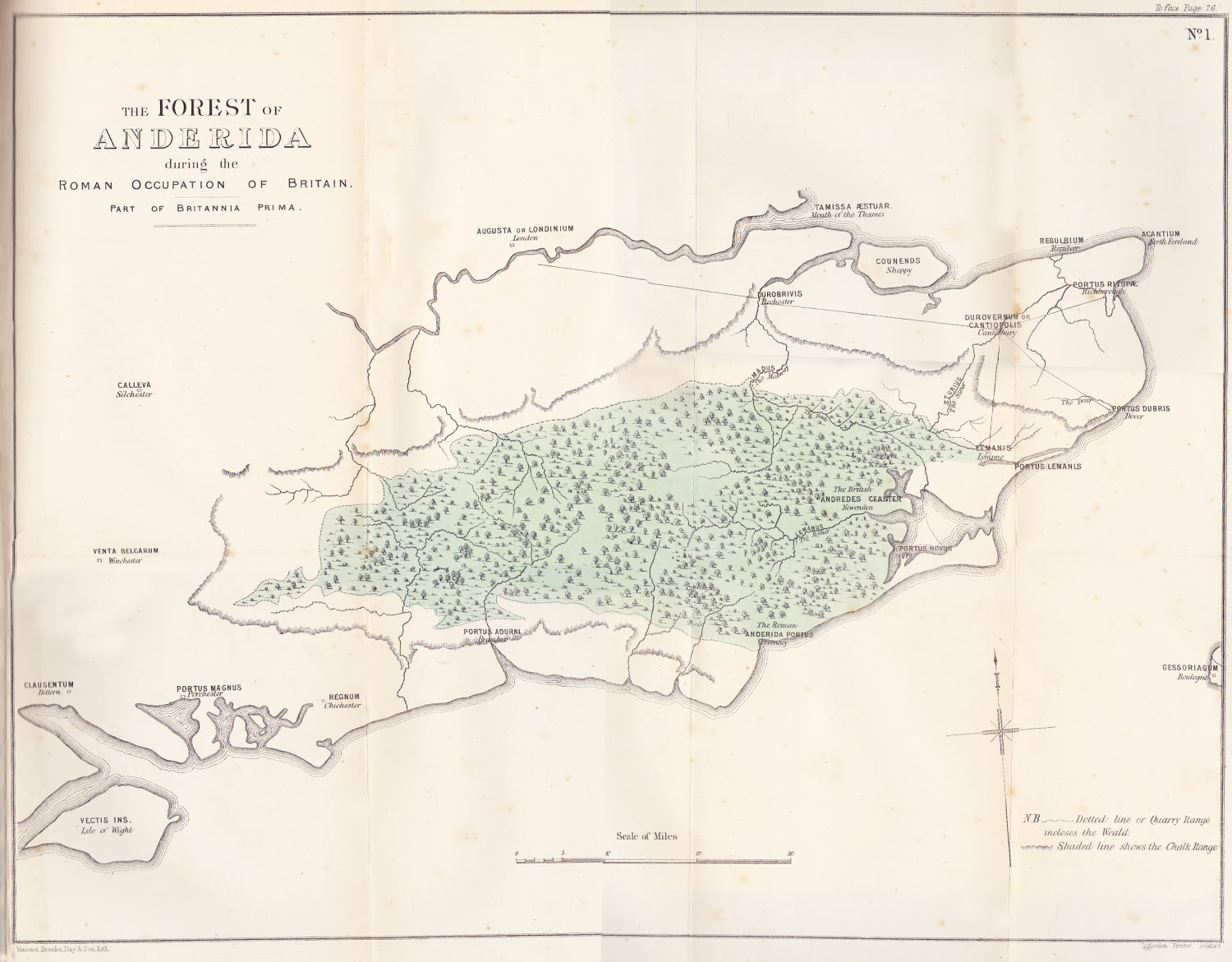
نقشه جنگل آندریدا نام باستانی ویلد در دوران اشغال بریتانیا از سوی رومیان

جنگل ویلد نام منطقه‌ای است در جنوب شرقی انگلستان و از نظر موقعیت جغرافیایی میان یک دیواره گچ فرنگی در شمال منطقه ساوت دانز جنوبی قرار گرفته است. گستردگی این جنگل در بخش‌های ساسکس همپشر، کنت و ساری (انگلستان) است. جنگل ویلد دارای سه بخش جداگانه ماسه‌سنگی در ارتفاع بالا در مرکز جنگل، خاک رس در بخش پایینی و چمن زار که تا پیرامون منطقه شمالی و غربی جنگل ویلد کشیده شده است و بلندترین جایگاه‌های جنگل را دربرگرفته است.
دشت ویلد در زمانی پوشیده از جنگل بود. نام اصلی آن در انگلیسی باستان درخت زار (انگلیسی:woodland) بوده است. این اصطلاح همچنان در مناطق روستایی و کشتزارهای دور افتاده که ویلد نامیده می شوند رایج است.

## ریشه‌شناسی
نام "Weald" برگرفته از زبان انگلیسی باستان به معنای "جنگل" (از ریشه آلمانی Wald) است. اینگونه می‌آید از یک ریشه ژرمنی از همان معنا و در خاستگاهش به زبان هند و اروپایی برمی گردد. ویلد در انگلیسی میانه از واژه wēld می‌آید که در روش املای اصلاح شده آن که توسط ویلیام لامبرد در سال ۱۵۷۶ انتشار یافت به صورت امروزی نوشته می شود.